# Myles Harden
Myles Harden (Miami Gardens, 13 dicembre 2001) è un giocatore di football americano statunitense che milita nel ruolo di cornerback per i Cleveland Browns della National Football League (NFL).

## Carriera universitaria
Al college Harden giocò alla South Dakota University dal 2020 al 2023. Nell'ultima stagione fu nominato capitano della squadra, facendo registrare 58 tackle, 7 passaggi deviati e un intercetto, venendo inserito nella formazione ideale della Missouri Valley Football Conference e premiato come FCS All-American.

## Carriera professionistica

### Cleveland Browns
Harden fu scelto nel corso del settimo giro (227º assoluto) del Draft NFL 2024 dai Cleveland Browns. Il 12 settembre 2024 fu inserito in lista infortunati. Tornò attivo il 14 dicembre e chiuse la sua prima stagione con 5 placcaggi in quattro presenze, nessuna delle quali come titolare.